# ستيفن مالوري
ستيفن مالوري (بالإنجليزية: Stephen Russell Mallory senior)‏ هو محامي وسياسي أمريكي، ولد في 1813 في ترينيداد في ترينيداد وتوباغو، وتوفي في 9 نوفمبر 1873 في بينساكولا في الولايات المتحدة. حزبياً، نشط في الحزب الديمقراطي. وقد انتخب Confederate States Secretary of the Navy ‏ وانتخب عضو مجلس الشيوخ الأمريكي (4 مارس 1851 – 21 يناير 1861).

## روابط خارجية
- ستيفن مالوري على موقع الموسوعة البريطانية (الإنجليزية)